# Donald F. Holcomb
Donald Frank Holcomb (Chesterton (Indiana), 8 de noviembre de 1925 – Ithaca (Nueva York), 9 de agosto de 2018) fue un físico estadounidense.

## Biografía
Holcomb se graduó en el East Alton-Wood River High School en 1943. Sus estudios universitarios se vieron interrumpidos por el servicio militar en la Armada de los Estados Unidos. Después de obtener la licenciatura en la Universidad DePauw en 1949, Holcomb siguió sus estudios de posgrado en la Universidad de Illinois en Urbana-Champaign, completando su doctorado en 1954. Comenzó dando vlases en la Universidad Cornell ese mismo año. En 1964, Holcomb se convirtió en el tercer director en el Laboratorio de Física Atómica y del Estado Sólido. En su carrera, Holcomb pasó algún tiempo en el extranjero. Recibió una Beca de Investigación Sloan de 1955 a 1957, fue nombrado miembro visitante senior de la OTAN en la Universidad de Oslo en 1962, becario Guggenheim en 1968 mientras estaba en la Universidad de Kent, y miembro visitante del Science Research Council en la Universidad de St. Andrews en 1978. Se le concedió una beca en el Sociedad Estadounidense de Física y la Asociación Estadounidense para el Avance de la Ciencia. El American Association of Physics Teachers galardonó a Holcomb con la Medalla Oersted en 1996, un año después de su jubilación de Cornell.